# ماركو أنطونيو نازارث
ماركو أنطونيو نازارث (بالإسبانية: Marco Antonio Nazareth)‏ مواليد 12 أبريل 1986 في ولاية خاليسكو، المكسيك - الوفاة 22 يوليو 2009، كان ملاكم محترف مكسيكي صنّف ضمن فئة وزن الوسط بدأ مسيرته الاحترافية سنة 2005.

## إحصائيات
خاض خلال مسيرته 8 نزالات، فاز في 4 ولم يتعادل وخسر في 4. فاز بالضربة القاضية في 3 نزالات.

## روابط خارجية
- ماركو أنطونيو نازارث على موقع بوكس ريك (الإنجليزية) (registration required)